# 石井氏 (宇治朝臣)
石井氏（いしいし）は、日本の地下家。約800年間九条家の家司を務めた。

## 概要
「石井三家系図」や『地下家伝』によると、菅原安国の3代孫・根本利宗が実質的な祖とされ、藤原忠通に仕えていた関係で皇嘉門院領東九条御庄の下司職や伊予権守に任じられたという。『石井三家系図』は利宗から続く人物を親子関係にあるものとして記しているが、実際には東九条御庄の下司職の相承系図で血縁関係を記したものではないと考えられる。系図では孫とされる五郎貞利は九条兼実に対して「雪山」を築いてみせたことから伊予権守に任じられた。貞利の子・菅藤五景利には実子がいなかったため、僧・膽真（円連）が邸宅や資材を譲られて家督を継承し、本姓が菅原氏から宇治氏へと改められた。宇治氏は山城国紀伊郡北部一帯の有力地主であり、仁平3年（1153年）11月26日付の「東九条領検注坪付帳案」に宇治氏らしき人物の名前が見える。膽真は九条忠教に、その養子の安信と養孫の清安は忠教と師教に、清安の子・政安は忠教・満家・政忠の3代に仕え下司職を安堵された。また、滝口の武士を務めた石井氏や宗祇の弟子・石井了派を祖とする連歌師石井家も同族であるとされる。